# Itaguazurenda Airport
Itaguazurenda Airport är en flygplats i Bolivia.   Den ligger i departementet Santa Cruz, i den sydöstra delen av landet, 240 km öster om huvudstaden Sucre. Itaguazurenda Airport ligger 689 meter över havet.
Terrängen runt Itaguazurenda Airport är platt, och sluttar brant österut. Trakten runt Itaguazurenda Airport är nära nog obefolkad, med mindre än två invånare per kvadratkilometer.. Närmaste större samhälle är Charagua, 11,8 km väster om Itaguazurenda Airport.
I omgivningarna runt Itaguazurenda Airport växer i huvudsak lövfällande lövskog.